# Ivan Hirst
Ivan Hirst (Saddleworth, 4 maart 1916 - Marsden, 10 maart 2000) was een Britse officier en ingenieur die als medewerker van de Royal Electrical and Mechanical Engineers (REME) een belangrijke bijdrage heeft gehad in de wederopstanding van de firma Volkswagen.

## Loopbaan
Na het einde van de Tweede Wereldoorlog werd het beheer van de Volkswagenfabriek in Wolfsburg (welke plaats door de Nazi's werd aangeduid als de Stadt des KdF-Wagens) door het Britse leger overgenomen. De Britse bezettingsmacht in Duitsland voorzag eerst een ontmanteling van de fabriek, maar Hirst, die in de herfst van 1945 was aangesteld als Senior Resident Officer, voorzag een andere toekomst. In eerste instantie werd de fabriek gebruikt voor de reparatie van Brits legermaterieel, maar Hirst en zijn adjudant kolonel Marsh zagen een toekomst in de productie van de Volkswagen Kever. Hirst heeft tot 1949 leiding gegeven aan de fabriek, en bleef tot 1955 in dienst van het Britse leger. In dat jaar vertrok hij naar de OECD in Parijs, alwaar hij tot zijn pensionering in 1976 werkzaam was. Hij overleed in 2000.
- Gemeinsame Normdatei: 124823998
- International Standard Name Identifier: 0000 0000 5540 9541
- Library of Congress Control Number: nb2004305549
- Nationale Bibliotheek van Tsjechië: jx20060522001
- Nederlandse Thesaurus van Auteursnamen: 25203435X
- Virtual International Authority File: 23084564
- WorldCat: E39PBJwxKypKwd73cCy8XxBXVC